# Manifestación histórica y política de la revolución de América

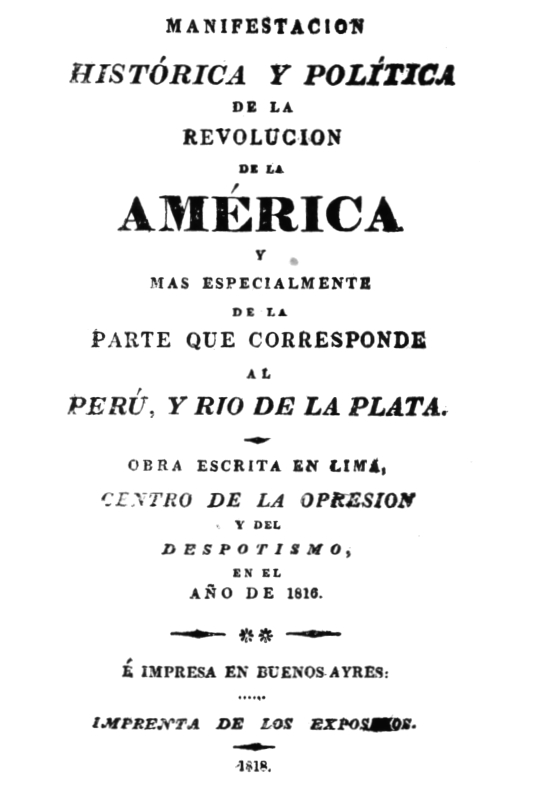
Portada de la Manifestación histórica y política de la revolución de América.

La Manifestación histórica y política de la revolución de América, más conocida como Las veintiocho causas, es un folleto escrito por el prócer peruano José de la Riva Agüero y Sánchez Boquete, donde expone las veintiocho razones que, a su juicio, justificaban la emancipación de las colonias hispanoamericanas. Es uno de los documentos más relevantes escritos a favor de la corriente separatista y publicado en plena guerra de la Independencia de América Hispana (1818).

## Publicación
La obra fue escrita en Lima 1816 y publicada anónimamente en Buenos Aires en 1818. Su título completo es:

Manifestación histórica y política de la revolución de América y más especialmente de la parte que corresponde al Perú y Río de la Plata.

Su autor, el noble criollo limeño José de la Riva Agüero, era ya muy conocido como promotor de las conspiraciones patriotas en Lima, entonces capital del Virreinato del Perú, donde se hallaba el núcleo del poderío español en Sudamérica. 

## Contenido
En este documento el autor analiza la situación existente en la América española, deduciendo que los problemas se originan por la malísima administración de la metrópoli. La primera razón para la independencia la resume así:

…que los intereses de la península están diametralmente opuestos con los de la América: que para que aquélla prospere es preciso que ésta permanezca en cadenas.

Critica asuntos muy concretos de la administración colonial: la dilapidación de la hacienda, el monopolio, los malos tratos dados a los americanos, la arbitrariedad del gobierno virreinal, las contribuciones enormes, los empleados españoles que venían a América, a los cuales describe como idiotas, inmorales, corrompidos y venales. Al respecto, la historiografía marxista ha interpretado que, como aristócrata criollo, Riva Agüero solo reclamaba beneficios en favor de su clase, abogando para ésta la preeminencia en el puesto público o el privilegio económico. Sin embargo, es notorio que en esta rivalidad entre criollos y peninsulares había algo mucho más profundo, que residía en la idiosincrasia propia de uno y otro grupo social.
Riva Agüero señala también que en Europa se desconocía la realidad de la guerra en Hispanoamérica, cita la independencia de los Estados Unidos, menciona las conspiraciones en Lima, afirma que en la injusticia reside la causa de la guerra, "que el origen de la discordia en estos países es tan antiguo como la conquista misma" y que se espera "el principio de la felicidad común".

## Extracto
... "Que la América permanece gobernada despóticamente"; "que el monopolio de la península les impide del todo el comercio libre"; "que habiendo llegado al extremo del aborrecimiento y odio entre españoles y americanos"; "que casi todos los empleos... están ocupados y servidos por españoles..; "que los enjambres de empleados que envían de España a América, particularmente en estos últimos tiempos, son las gentes más idiotas, inmorales, corrompidas y sobre todo venales"; "la dilapidación de la real hacienda"; "el desorden y la falta de métodos... en la dirección y administración de las rentas"; "el gobierno arbitrariamente prende a toda clase de personas"; "la nobleza está igualmente estropeada"; "el mérito, instrucción, buena conducta, y luces son castigados"; "toda ilustración pública es prohibida"; "toda opinión en política... es graduada de delito"; "las mismas cosas que hechas en España o por los españoles, se dicen buenas y muy santas, hechas o dichas por americanos, son unos crímenes"; "es prohibido a los americanos hasta el visitarse"; "para amedrentar a los americanos se hacen por el gobierno ciertas escenas trágicas"; "se desatienden las quejas y clamores repetidos de los americanos"; "contra lo establecido han conservado los virreyes y gobernadores militares diez o más años en sus gobiernos"; "encienden la guerra entre unos pueblos con otros"; "es doloroso a los americanos el ser gobernados por unos déspotas"; "en el tiempo que regía la Constitución... los gobernadores hacían lo que querían"; "abusando de la buena fe de los habitantes los virreyes... abren las cartas"; "la colocación de tal o cual americano a empleos y honores, se verifica en las gentes sin mérito"; "los generales, comandantes, y gobernadores, se convierten en unos ladrones públicos"; "la inobservancia del derecho de gentes"; "echan contribuciones enormes y violentas"; "insultan públicamente a todo americano"; "a las quejas y asuntos de los americanos no se les da substanciación legal en la corte".
José Agustín de la Puente Candamo